# Jelzőlámpa fa
A Jelzőlámpa fa (angolul: The Traffic Light tree) Londonban található a Canary Wharf metrómegállótól pár perc sétára egy körforgalomban a Heron Quay Bank, Marsh Wall és a Westferry Road kereszteződésében. A lámpa nem irányítja a forgalmat, csupán egy műalkotás, melyet Pierre Vivant készített. 1998-ban telepítették egy fa helyére, mely a környezetszennyezés áldozata lett és elszáradt.
A lámpák működnek és villognak ugyan, de nem meghatározott ritmusban.

## Galéria
- A Jelzőlámpa fa éjjel
- A Jelzőlámpa fa nappal

## Külső hivatkozások
- Video[halott link]
- Video